# Hello (Martin Solveig)
Hello is een single van Martin Solveig en Dragonette.
Solveig is een uit Frankrijk afkomstige dj, Dragonette een Canadese muziekgroep. De single diende als opwarmer voor het album SMASH, dat in 2011 werd uitgebracht. In Nederland is de single vooral bekend geworden door 3FM Serious Request 2010, alwaar de plaat met afstand het meest werd aangevraagd. In 2011 stond het nummer op de derde plek in de Dance 15 van The X Vibe, een jaarlijkse hitlijst met de populairste dancenummers van het jaar.

## Cd-single
1. "Hello" (UK radio edit) – 2:45
2. "Hello" (Club) – 5:33
3. "Hello" (Michael Woods Remix) – 7:18
4. "Hello" (Michael Woods Dub) – 7:18
5. "Hello" (Sidney Samson Remix) – 5:18
6. "Hello" (Dada Life Remix) – 5:33
7. "Hello" (Bassjacker Remix) – 5:03

## Video
Een bijbehorende videoclip is opgenomen op Roland-Garros, alwaar Martin Solveig het opneemt tegen Bob Sinclar, een andere dj. Zij spelen niet om de beste muziek, maar een potje tennis. Solveig bakt er tijdens de partij niets van, alhoewel grote bewonderaar van Björn Borg. Als Sinclar op matchpoint staat stapt de liefde van Solveig het stadion binnen en Solveig begint meteen de sterren van de hemel te spelen. Bij de eerste slag is er sprake van twijfel, de lijnrechter (Mathilde Johansson) roept "out". Novak Djokovic betreedt de arena en overtuigt de scheidsrechter van een In-bal. Solveig laat Sinclar alle hoeken van het veld zien. Bij matchpoint voor Solveig stapt echter Gaël Monfils het stadion binnen en zoent de liefde van Solveig, die daarop direct de partij staakt en zich gewonnen geeft.
Het nummer begon een zegetocht; eerst in Zwitserland en Wallonië, pas later in Frankrijk en Nederland.

## Hitnoteringen

### Nederlandse Top 40
| Hitnotering: 18-12-2010 t/m 07-05-2011 | Hitnotering: 18-12-2010 t/m 07-05-2011 | Hitnotering: 18-12-2010 t/m 07-05-2011 | Hitnotering: 18-12-2010 t/m 07-05-2011 | Hitnotering: 18-12-2010 t/m 07-05-2011 | Hitnotering: 18-12-2010 t/m 07-05-2011 | Hitnotering: 18-12-2010 t/m 07-05-2011 | Hitnotering: 18-12-2010 t/m 07-05-2011 | Hitnotering: 18-12-2010 t/m 07-05-2011 | Hitnotering: 18-12-2010 t/m 07-05-2011 | Hitnotering: 18-12-2010 t/m 07-05-2011 | Hitnotering: 18-12-2010 t/m 07-05-2011 | Hitnotering: 18-12-2010 t/m 07-05-2011 | Hitnotering: 18-12-2010 t/m 07-05-2011 | Hitnotering: 18-12-2010 t/m 07-05-2011 | Hitnotering: 18-12-2010 t/m 07-05-2011 | Hitnotering: 18-12-2010 t/m 07-05-2011 | Hitnotering: 18-12-2010 t/m 07-05-2011 | Hitnotering: 18-12-2010 t/m 07-05-2011 | Hitnotering: 18-12-2010 t/m 07-05-2011 | Hitnotering: 18-12-2010 t/m 07-05-2011 | Hitnotering: 18-12-2010 t/m 07-05-2011 | Hitnotering: 18-12-2010 t/m 07-05-2011 |
| Week:                                  | 1                                      | 2                                      | 3                                      | 4                                      | 5                                      | 6                                      | 7                                      | 8                                      | 9                                      | 10                                     | 11                                     | 12                                     | 13                                     | 14                                     | 15                                     | 16                                     | 17                                     | 18                                     | 19                                     | 20                                     | 21                                     |                                        |
| -------------------------------------- | -------------------------------------- | -------------------------------------- | -------------------------------------- | -------------------------------------- | -------------------------------------- | -------------------------------------- | -------------------------------------- | -------------------------------------- | -------------------------------------- | -------------------------------------- | -------------------------------------- | -------------------------------------- | -------------------------------------- | -------------------------------------- | -------------------------------------- | -------------------------------------- | -------------------------------------- | -------------------------------------- | -------------------------------------- | -------------------------------------- | -------------------------------------- | -------------------------------------- |
| Positie:                               | 23                                     | 10                                     | 1                                      | 1                                      | 1                                      | 1                                      | 3                                      | 3                                      | 3                                      | 2                                      | 4                                      | 4                                      | 5                                      | 5                                      | 7                                      | 16                                     | 18                                     | 22                                     | 33                                     | 38                                     | 40                                     | uit                                    |

### NederlandseSingle Top 100
| Positie: | 21 | 10 | 1  | 1  | 1  | 3  | 7  | 8  | 4  | 3  | 4  | 5  | 7  | 6  | 11 | 15 | 19 | 28  |
| Week:    | 19 | 20 | 21 | 22 | 23 | 24 | 25 | 26 | 27 | 28 | 29 | 30 | 31 | 32 | 33 | 34 | 35 |     |
| Positie: | 29 | 36 | 36 | 29 | 38 | 48 | 41 | 46 | 47 | 62 | 57 | 58 | 59 | 66 | 61 | 72 | 90 | uit |

### VlaamseUltratop 50
| Hitnotering: (Week 1 t/m 22) 13-11-2010 t/m 09-04-2011 Hitnotering: (Week 23 t/m 25) 07-05-2011 t/m 21-05-2011 | Hitnotering: (Week 1 t/m 22) 13-11-2010 t/m 09-04-2011 Hitnotering: (Week 23 t/m 25) 07-05-2011 t/m 21-05-2011 | Hitnotering: (Week 1 t/m 22) 13-11-2010 t/m 09-04-2011 Hitnotering: (Week 23 t/m 25) 07-05-2011 t/m 21-05-2011 | Hitnotering: (Week 1 t/m 22) 13-11-2010 t/m 09-04-2011 Hitnotering: (Week 23 t/m 25) 07-05-2011 t/m 21-05-2011 | Hitnotering: (Week 1 t/m 22) 13-11-2010 t/m 09-04-2011 Hitnotering: (Week 23 t/m 25) 07-05-2011 t/m 21-05-2011 | Hitnotering: (Week 1 t/m 22) 13-11-2010 t/m 09-04-2011 Hitnotering: (Week 23 t/m 25) 07-05-2011 t/m 21-05-2011 | Hitnotering: (Week 1 t/m 22) 13-11-2010 t/m 09-04-2011 Hitnotering: (Week 23 t/m 25) 07-05-2011 t/m 21-05-2011 | Hitnotering: (Week 1 t/m 22) 13-11-2010 t/m 09-04-2011 Hitnotering: (Week 23 t/m 25) 07-05-2011 t/m 21-05-2011 | Hitnotering: (Week 1 t/m 22) 13-11-2010 t/m 09-04-2011 Hitnotering: (Week 23 t/m 25) 07-05-2011 t/m 21-05-2011 | Hitnotering: (Week 1 t/m 22) 13-11-2010 t/m 09-04-2011 Hitnotering: (Week 23 t/m 25) 07-05-2011 t/m 21-05-2011 | Hitnotering: (Week 1 t/m 22) 13-11-2010 t/m 09-04-2011 Hitnotering: (Week 23 t/m 25) 07-05-2011 t/m 21-05-2011 | Hitnotering: (Week 1 t/m 22) 13-11-2010 t/m 09-04-2011 Hitnotering: (Week 23 t/m 25) 07-05-2011 t/m 21-05-2011 | Hitnotering: (Week 1 t/m 22) 13-11-2010 t/m 09-04-2011 Hitnotering: (Week 23 t/m 25) 07-05-2011 t/m 21-05-2011 | Hitnotering: (Week 1 t/m 22) 13-11-2010 t/m 09-04-2011 Hitnotering: (Week 23 t/m 25) 07-05-2011 t/m 21-05-2011 | Hitnotering: (Week 1 t/m 22) 13-11-2010 t/m 09-04-2011 Hitnotering: (Week 23 t/m 25) 07-05-2011 t/m 21-05-2011 |
| Week: | 1 | 2 | 3 | 4 | 5 | 6 | 7 | 8 | 9 | 10 | 11 | 12 | 13 | 14 |
| --- | --- | --- | --- | --- | --- | --- | --- | --- | --- | --- | --- | --- | --- | --- |
| Positie: | 48 | 32 | 11 | 7 | 6 | 4 | 3 | 1 | 1 | 1 | 3 | 4 | 6 | 8 |
| Week: | 15 | 16 | 17 | 18 | 19 | 20 | 21 | 22 | | 23 | 24 | 25 | | |
| Positie: | 12 | 14 | 18 | 23 | 25 | 25 | 47 | 49 | uit | 49 | 50 | 46 | uit | |